# Kamil Śmiałkowski
Kamil M. Śmiałkowski (ur. 29 grudnia 1971 w Kłodzku) – polski krytyk filmowy, dziennikarz oraz publicysta komiksowy i filmowy, scenarzysta komiksowy, badacz popkultury, były redaktor naczelny serwisu naekranie.pl (dawniej hatak.pl). Pisał również książki oraz scenariusze do telewizyjnych koncertów i programów kulturalnych oraz komiksów reklamowych.

## Życiorys
Pierwszy tekst opublikował w grudniu 1986 w „Świecie Młodych”.
Studiował filologię na Uniwersytecie Jagiellońskim.
W 1999 roku redaktor i współwłaściciel czasopisma Hyperion, w latach 2001–2002 redaktor działu kultury „Newsweeka”. W latach 2002–2004 szef działu publicystyki czasopisma komiksowego „KKK”. W roku 2003 redaktor naczelny czasopisma dla dzieci „Miś”. W latach 2003–2004 redaktor, a w latach 2004–2005 zastępca szefa działu kultury „Wprost”. W latach 2005–2006 redaktor naczelny miesięcznika satyrycznego „Chichot”. W latach 2006–2007 redaktor naczelny czasopisma „Premiery”. Na przełomie 2009 i 2010 roku pełnił stanowisko zastępcy, a następnie pełniącego obowiązki redaktora naczelnego miesięcznika „Nowa Fantastyka”.
Oprócz tego publikował teksty m.in. w „Machinie”, „Przekroju”, „Gazecie Wyborczej”, „Nowej Fantastyce” oraz komiksy w „Playboyu”, „Hustlerze”, „KKK”, „Misiu”.
Scenarzysta i prowadzący programu Zap w TVP1 (w 2007).
Śmiałkowski jest jednym z pomysłodawców i organizatów filmowych antynagród Węże (przyznawanych co roku od 2012) oraz popkulturowych nagród „Misie” (przyznanych po raz pierwszy w 2017).
Współpracował przy scenariuszu oraz pojawił się w epizodycznej roli komedii Juliusz, która miała premierę we wrześniu 2018 roku.

## Życie prywatne
Żonaty, ma dwoje dzieci: Maję i Huberta.

## Publikacje
- 2009 – Bond. Leksykon. (Pascal)[7]
- 2010 – Wampir. Leksykon. (Pascal)[8]
- 2010 – Przedwiośnie żywych trupów (Runa); mashup Przedwiośnia Żeromskiego[9]